# Мас-рестлинг

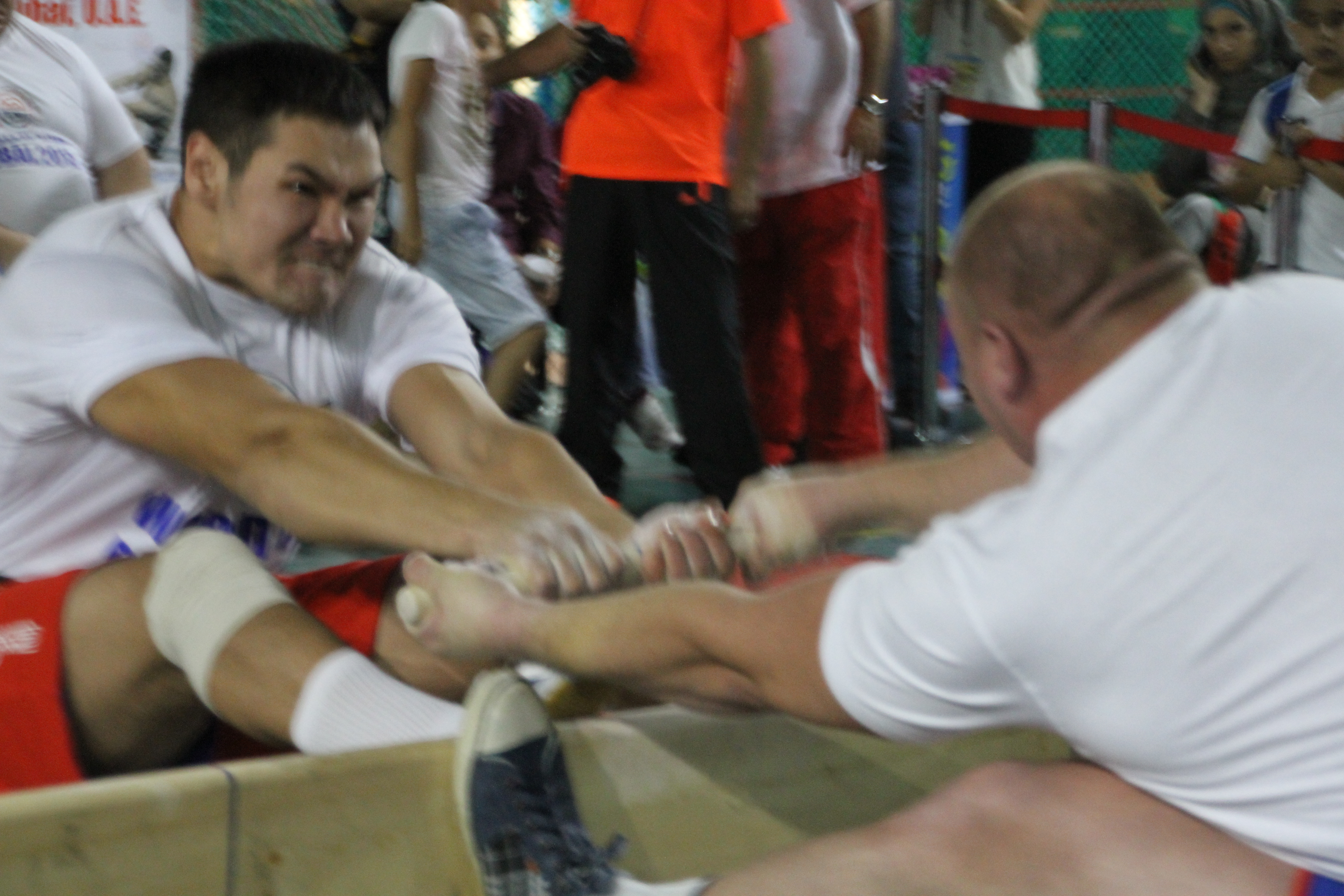
Чемпионат России по мас-рестлингу 2014 года

Мас-ре́стлинг (якут. мас тардыhыы, перетягивание палки) — национальный вид спорта Якутии, образованный от традиционной игры в перетягивание палки. «Мас» в переводе с якутского означает «дерево, палка», «рестлинг» — с английского — «борьба».
Перетягивание палки было распространённым хобби среди моряков, поэтому разновидности мас-рестлинга можно встретить на Аляске и Северной Европе. Игра была особенно распространена в этих регионах в XIX веке.
Участники соревнований по мас-рестлингу сидят друг напротив друга, упираются ногами в доску, разделяющую площадку для соревнований, и перетягивают деревянную палку (мас), стараясь держать её параллельно доске. Мас-рестлинг требует большой мышечной силы от рук, ног, спины и брюшного пресса. Поединок длится до двух побед одного из борцов в двух или трёх раундах. Победа в схватке засчитывается, если одному из борцов удалось перетянуть соперника или если соперник выпустил палку.